# Sprengel Museum Hannover
Het Sprengel Museum Hannover is een museum voor moderne kunst in Duitsland. Het is gevestigd in de stad Hannover (Nedersaksen).

## Beschrijving
Het Sprengel Museum is gevestigd in een gebouw aan de Maschsee, dat werd ontworpen door de architecten Peter en Ursula Trint (Keulen) en Dieter Quast (Heidelberg). Het werd genoemd naar de Duitse chocoladefabrikant en kunstverzamelaar Bernhard Sprengel (1899-1985), die in 1969 zijn omvangrijke verzameling moderne kunst aan de stad Hannover schonk en de bouw van het museum financieel ondersteunde. De stad Hannover en de deelstaat Nedersaksen kwamen overeen gezamenlijk de overige bouwkosten en de exploitatielasten van het museum te zullen dragen. Tevens zouden zij werken uit hun eigen collecties in het gebouw tentoonstellen. Het Sprengel-Museum werd in 1979 geopend en uitgebreid in 1992.
De collectie van het museum omvat werken van onder meer Max Beckmann, Alexander Calder, Max Ernst, Fernand Léger, El Lissitzky, Paul Klee en Pablo Picasso. In 2000 werd de verzameling uitgebreid, toen de Franse kunstenares en beeldhouwster Niki de Saint Phalle ongeveer 400 van haar werken aan het museum schonk. Inmiddels wordt het Sprengel Museum tot de belangrijkste centra voor moderne kunst in Duitsland gerekend.
Sinds 1993 is het archief van de Hannover kunstenaar Kurt Schwitters in het museum ondergebracht.